# I Love New York
I Love New York（中文翻译过来就是“我爱纽约”）是1977年由梅頓·戈拉瑟創作的一個圖像標誌。圖像上方從左至右分別是大寫的英文字母「I」和一個紅心「♥」，圖像下方從左至右分別是大寫的英文字母「N」和「Y」，所有文字采用圓形的American Typewriter。
此標誌及相關的宣傳活動被用於美國紐約州（不僅僅是通常所認為的紐約市）的旅遊業宣傳。在紐約州的紀念品商店和宣傳手冊上都印刷有該標誌。

## 外部連結
- The Official New York State Tourism Website